# Bièvres (Essonne)
Bièvres è un comune francese di 4 932 abitanti situato nel dipartimento dell'Essonne nella regione dell'Île-de-France.
Vi morì il pittore Victor Mottez nel 1897.

## Storia

### Simboli
Lo stemma comunale, adottato nel 1975, si presentava di verde, alla fascia ondata d'argento, caricata di un castoro passante di nero, accompagnata da tre fragole d'oro. Recentemente è stato rinnovato cambiando gli smalti delle figure nello scudo.
La composizione dello stemma riprende il blasone di Georges Mareschal (1658–1736), signore di Bièvres (di verde, alla fascia ondata d'argento, accompagnata da tre grani di sale dello stesso, due in capo e due in punta) a cui è stato aggiunto il castoro, anticamente chiamato bièvres, simbolo del comune e che ha dato il nome al fiume Bièvre, simbolizzato dalla fascia ondata; le fragole ricordano l'importante attività di orticoltura praticata nella valle della Bièvre.

## Società

### Evoluzione demografica
Abitanti censiti